# Marmorfische
Die Marmorfische (Aplodactylus; griechisch haploos = einzeln, daktylos = Finger), auch Meerkarpfen genannt, sind eine Gattung mittelgroßer Fische aus der Unterordnung der Büschelbarschartigen (Cirrhitioidei), die in subtropischen Regionen des Pazifiks vor den Küsten Australiens, Neuseelands, Perus und Chiles leben. Die Fische sind Bodenbewohner und relativ selten.

## Merkmale
Marmorfische werden 35 bis 65 Zentimeter lang. Ihre erste Rückenflosse wird von 14 bis 23 harten Flossenstrahlen gestützt. Sie wird von vorn nach hinten immer niedriger. Die weichstrahlige zweite Rückenflosse wird von 16 bis 21 Flossenstrahlen gestützt, die Afterflosse hat nur sechs bis acht Weichstrahlen. Marmorfische haben ein heterodontes Gebiss, das lanzenförmige, einspitzige und dreispitzige Zähne enthält. Auch das Pflugscharbein (Vomer) ist bezahnt.

## Arten
Es gibt fünf Arten:
- Aplodactylus arctidens Richardson, 1839.
- Aplodactylus etheridgii (Ogilby, 1889).
- Aplodactylus lophodon (Günther, 1859).
- Aplodactylus punctatus Valenciennes, 1832.
- Aplodactylus westralis Russell, 1987.